# Les Bréseux
Les Bréseux é uma comuna francesa na região administrativa de Borgonha-Franco-Condado, no departamento de Doubs. Estende-se por uma área de 7,37 km². Em 2010 a comuna tinha 479 habitantes (densidade: 65 hab./km²).